# I-dle
Az I-DLE (korábbi nevén (G)I-DLE) dél-koreai lányegyüttes, amelyet a Cube Entertainment hozott létre 2018-ban. Az együttesnek 5 tagja van, művésznév szerint: Soyeon, Miyeon, Minnie, Yuqi és Shuhua. Fanjaik neve Neverland, ami angolul sohaországot jelent.
Eredetileg hat tagú együttesként debütáltak, de Soojin 2021 augusztusában kilépett az együttesből.
Az együttes 2018. május 2-án debütált, a Latata című kislemezzel, az I Am című első középlemezükről.
2018-ban az együttest az év "lenyűgöző újoncának" nevezték, és az egyik legsikeresebb dél-koreai lányegyüttesnek tartották, amely nem a három nagy lemezkiadó egyikéhez szerződött. A debütálás óta az együttes hat középlemezt és nyolc kislemezt adott ki, amelyek a következők: Latata, Hann (Alone), Senorita, Uh-Oh, Lion, Oh My God, Dumdi Dumdi és Hwaa.
A (G)I-dle egyik tulajdonsága az, hogy közvetlenül részt vesznek a tagok zenéjük létrehozásában. Főképp Soyeon írta vagy társszerezte (a társproducerekkel együtt) a együttes címadó dalainak többségét, Minnie és Yuqi pedig jelentős számban írt dalokat. Az I Trust harmadik középlemezének 2020-as megjelenésével egyidejűleg az együttes leszerződött az amerikai Republic Recordshoz az amerikai piacon való terjeszkedés elősegítésének érdekében. A középlemez megjelenése után az együttes felállította a legmagasabb rekordot azzal, hogy dél-koreai lányegyüttesként az iTunes Top Albums toplistájának első helyére került, és a negyedik lányegyüttes lett, amely 100 000 példányt értékesített a megjelenés első hetében. A 2020-as kislemezük, Dumdi Dumdi címmel megdöntötte a kislemezek eladási rekordját, ezzel minden idők második legtöbbet eladott kislemeze lett lányegyüttestől. A (G)I-dle lett az első K-pop-együttes, amellyel a Forbes China készített interjút.

## Név
A The Star-nak adott interjúban, a csoport vezetője, Soyeon elmondta, hogy az „Idle” (아이들) név akkor jutott eszébe, amikor az Idle Song-ot komponálta. Elküldte a cégnek, és a nevet véglegesítették, miután végigment a cég versenyén. Dél-Koreában és nemzetközi viszonylatban azonban vegyes reakciók voltak, mert az aidul (hangul: 아이들, RR: aideul) koreaiul „gyerekeket” jelent, az „idle” pedig angolul arra utal, aki kerüli a munkát. Ennek megfelelően, a csoport át lett nevezve (G)I-DLE-re amiben az „I” az egyéniséget jelenti, a kötőjel, azt jelzi, hogy két részből álló név, és a „Dle” (deul), mint az „I” többes alakja koreaiul, azaz hat különböző személyiségű ember csoportja. A név szóbeli megemlítésekor a zárójelben lévő G nem kerül kiejtésre.

## Történetük

### Debütálás előtti időszak
Soyeon mutatkozott be először gyakornokként a Cube Entertainmentnél, miután részt vett az Mnet Produce 101 túlélő-műsorában és 20. helyen végzett. Ezenkívül részt vett még az Unpretty Rapstar műsorban is, ahol a 3. helyezést érte el. Később szólóénekesként debütált két digitális kislemezével: Jelly és Idle Song. Miyeon 5 évig volt gyakornok a YG Entertainment szárnyai alatt és sokáig valószínűnek tartották, hogy Blackpink tag lesz. Miután nem sikerült velük debütálnia, otthagyta az ügynökséget és a Cube Entertainmenthez csatlakozott. Minnie, Yuqi és Shuhua a Rising Star Cosmetic modelljei voltak már a debütálás előtt is.
A Cube Entertainment 2018. március 22-én új lánycsapat debütálását hirdette meg az első félévre, valamint, hogy Soyeon is tag lesz.

### 2018: Debütálás azI Am-mal és aHann (Alone)-val
Május 2-án jelent meg a (G)I-DLE első kislemeze, az I Am élén a Latata című számmal, amelyhez videóklip és koreográfia verzió készült. A hivatalosan az Mnet M Countdown színpadán debütáltak 3-án. Az album 13. helyezést ért el a Gaon Digital Chart listáján, majd 5. helyezést a Billboard World Albums listáján.
2018. augusztus 6-án az ügynökség bejelentette, hogy a lánycsapat 14-én új kislemezzel tér vissza, ami a Hann (Alone) nevet fogja viselni. Az első előzetes 5-én került fel a YouTube-ra, majd augusztus 8-án megjelentek a koncepciós fotók. Augusztus 12-én újabb előzetes került fel a videómegosztóra és augusztus 14-én megtekinthető lett a Hann (Alone) című videóklip is.
Novemberben a Riot Games kiadott egy dalt Pop/Stars címmel, amelyben Soyeon és Miyeon énekelt, Madison Beer és Jaira Burns amerikai énekesnőkkel együtt a virtuális K/DA lánycsoportban, amelyben Soyeon és Miyeon szerepelt Akali és Ahri szerepében. Előadták a dalt a 2018-as League of Legends világbajnokságon, Beer és  Burns mellett, és elérte az első helyet a Billboard World Digital Sales listáján.
2018 hátralévő részében a (G)I-dle számos újonc díjat szerzett a főbb koreai évzáró zenei díjátadókon, beleértve az Asia Artist Awardsot, a Gaon Chart Music Awardsot, a Genie Music Awardsot, a Golden Disc Awardsot, a Korea Popular Music Awardsot és a Melon Music Awardsot.

### 2019:I Made,Uh-Oh, japán debütálás ésQueendom
A (G)I-dle 2019. február 26-án kiadta második középlemezét, I Made címmel. A középlemez öt dalt tartalmaz, köztük a Senorita című kislemezt, amelyet Soyeon és Big Sancho komponált és írt. Június 26-án a (G)I-dle kiadta második digitális kislemezét, az Uh-Oh-t. A dal a NetEase Cloud Music China 22. helyén szerepelt 2019 első felében, így ők voltak az egyetlen K-pop csoport, akik szerepeltek rajta.
Júliusban a (G)I-dle megtartotta első amerikai fellépését az éves KCON rajongói találkozó és zenei fesztivál alkalmával a New York-i Javits Centerben. Később élő bemutatót tartottak a Akaszaka Blitzben július 23-án  A bemutatóra több mint 1000 jegy került eladásra, 1500 kísérővel. A jelentések szerint körülbelül 15 ezren jelentkeztek a részvételre, de a helyszín befogadóképessége miatt néhányan nem tudtak bejutni. Július 31-én debütált a (G)I-dle a japán piacon Latata című középlemezük megjelenésével. Augusztus 19-én a (G)I-dle és a Kate sminkmárka, együttműködve közzétette a Latata japán verziójának spin-off zenei videóját.
A (G)I-dle ezt követően részt vett egy lánycsoport túlélési show-ban, amelyet az Mnet, Queendom néven hozott létre. Az első előzetes fordulóban a (G)I-dle végzett az első helyen, miután előadta a Latata című dalukat, amit a sámánizmus fogalmával újragondoltak. Az előadás bevezetője, Minnie thai "varázsa" nagy tetszést aratott, és forró téma lett mind a koreai, mind a thai rajongók körében. A második előzetes fordulóban a (G)I-dle újraértelmezte a 2NE1 Fire című művét, és az utolsó helyen végzett. Szeptemberben bejelentették, hogy a Cube az e2PR és a Strategic Communications partnere lesz, hogy új promóciós csapatot hozzon létre a (G)I-dle nemzetközi PR-kapcsolatainak kezelésére. Ugyanebben a hónapban a csoport megtartották első rajongói találkozójukat, Welcome to Neverland címmel a szöuli Yes24 Live Hallban. Az előadásra két perc alatt elfogytak a jegyek.
Október 4-én a (G)I-dle először lépett fel a fő előadókként a Spotify On Stage Jakartán. Ők voltak a hat felvonás egyike, köztük Rich Brian, Ateez és mások. Október 5-én a csoport megjelent az Immortal Songs 2-n, a KBS televíziós énekversenyén. Ez jelentette a csoport első megjelenését a programban. A csoport 20. évfordulója keretében előadták Koyote Sad Dream című előadását. A (G)I-dle előadta a Put It Straight (Nightmare Version) című dalt a Queendom Fan-dora's Box fordulójában. Az előadás tizennégy órával a megjelenése után elérte az egymillió megtekintést, és a negyedik helyen végzett a fordulóban. Október 25-én a (G)I-dle kiadta a Lion című dalt a Queendom Final Comeback középlemez részeként. 2019 novemberében a Latata és a Fire élő előadásának videója meghaladta a 11, illetve a 13 millió megtekintést. (G)I-dle a harmadik helyen zárta a műsort. A Lion alvó sláger lett, miután népszerűvé vált a The Queen's Royal Welcome színpadi koncepciójában, és újra belépett a különböző zenei oldalak valós idejű listáiba. A dalhoz készült videoklip november 4-én jelent meg. A videó megtekintési száma két nap alatt meghaladta az ötmillió megtekintést. A dal a World Digital Song Sales 13. helyén debütált, és az ötödik helyen végzett. Ezzel párhuzamosan a kislemez nyolcvankilenc hellyel felemelkedett a Gaon Digital Chart 19. helyére, és két egymást követő héten a kínai QQ Music Korean Song toplista élén állt. December 21-én a (G)I-dle előadta slágereit a 2020-as Tainan Christmas & New Year Eve Party-n, amit Tajnan városában, Tajvanban rendeztek. Előadásukat nyolcvanezren nézték.

### 2020:I Trust, I-Land: Who Am I online koncert,I'm The Trend,Dumdi DumdiésOh My God
Január 28-án a csoport bejelentette első világkörüli turnéját, az I-Land: Who Am I-et, amelyben a világ 32 különböző városában léptek volna fel. Később bejelentették, hogy megkezdték műsorukat Bangkokban, és az új lemezbemutató projektet március közepén elhalasztották a koronavírus-járvány miatt, hogy biztosítsák a művészek, rajongók és személyzet egészségét és biztonságát. Január 31-én a csoport megjelent a Two Yoo Project Sugar Man 3-on, hogy előadja Kim Vondzsun Show című dalát, amit Minnie átrendezett és komponált.
Március 26-án jelentették be a (G)I-dle-t, a 2020-as Twitch Stream Aid előadóinak részeként, amelyet március 28-ra terveztek. Az élő közvetítés egy 12 órás jótékonysági koncert volt, amelynek célja a COVID-19-segélyalapra szánt pénz összegyűjtése volt. Ők voltak az első K-pop lánycsoport, akik részt vettek ilyen eseményen.
Április 6-án a csoport kiadta harmadik középlemezét I Trust címmel, az Oh My God című címadó dallal. A középlemez öt dalból áll, beleértve a címadó dal angol nyelvű változatát. Az I Trust kiadásával egyidejűleg a csoport leszerződött a Republic Recordshoz, hogy beilleszkedjen egyéniségével, és tudjon promóciós tevékenységeket végezni az amerikai piacon. Az albumnak több mint 91 311 előrendelése volt, ez volt a legtöbbet előrendelt középlemezük, és ez lett a legkeresettebb középlemezük, 100 000 fizikai példány eladásával három nap alatt. Az I Trust a Gaon albumlistájának első helyén debütált, és a (G)I-dle első olyan albumává vált, ami Dél-Koreában elérte az első helyet a Kaon zenei listán, és elérte a valaha volt legmagasabb pozícióját a Billboard World Albums listáján a negyedik hellyel és ezzel a legmagasabb rekordot érte el egy dél-koreai lánycsoport számára a világ 62 országában az iTunes Top Albums toplistájának élén. Az Oh My God videoklipje megdöntötte a személyes rekordot azáltal, hogy a megjelenés első napján 17 millió megtekintést gyűjtött össze  és megnyerte a 2020-as BreakTudo nemzetközi videoklip díjat. 2020-ban jelölték az MTV Video Music Awards legjobb K-Pop videó díjára is. A dal volt az első, amikor a csoport megjelent a skót Singles Charton, és a 97. helyen szerepelt, és így a harmadik K-pop előadó és a második lányegyüttes lett a listán. A (G)I-dle Oh My God című dalának élő promóciói négy zenei show díjat nyertek, köztük az első Grand Slam nyilvános sugárzási győzelmüket a KBS Music Bank című műsorában, az SBS Ingigajoban és az MBC Show! Music Core című műsorában. Május 6-án a (G)I-dle bejutott a Rolling Stone Top 25 áttörési listájába, mint az egyetlen K-pop csoport, amely április hónapban a top 20-as listán szerepelt, 3,3 millió egységnyi növekedéssel és több mint 5,5 millió audio streamelési igénnyel az Egyesült Államokban.
Májusban a (G)I-dle május 15-én kiadta a Latata című debütáló daluk hivatalos angol változatát. Május 31-én a csoport bejelentette, hogy június 23-án csatlakoznak a KCON: TACT 2020 Summer 32 előadójához. Az EBest Investment & Securities Co., Ltd kutatója szerint a csoportnak két albumot kellett kiadnia az év második felében, beleértve egy digitális kislemezt is. A (G)I-dle megrendezte az I-Land: Who Am I című online fizetős koncertet július 5-én, az első világkörüli turnéjuk cseréjeképp. A debütáló albumuk dalait, valamint a Minnie és Yuqi által komponált I'm the Trend című dalt, valamint a Riot Games számára készített  Pop/Stars című dalt adták elő, élő közönséggel, 11 000 valós idejű nézővel. Ezt követően a csoport július 7-én kiadta az I'm the Trend digitális kislemezét, valamint a videoklipjét, különleges ajándékként rajongóik számára.
Augusztus 3-án, a (G)I-dle kiadta az első kislemezét Dumdi Dumdi címmel. Ezzel a kiadással a Dumdi Dumdi 94 587 kezdeti eladással a lánegyüttesek történelmének második legkelendőbb kislemeze lett. A dal azonban lassan emelkedett a Gaon és a Billboard toplistákon. A Gaon Digital Chart 27. és az amerikai Billboard World Digital Song Sales toplista 15. helyén debütált, majd később pedig a 8., illetve a 13. helyén tetőzött. Az iTunes-on a dal a világ 42 régiójában szerepelt. A Dumdi Dumdi videoklipje egyetlen nap alatt több mint 17,6 millió megtekintést ért el, megdöntve az Oh My God című daljuk korábbi rekordját. A csoport befejezte a promóciókat, két egymást követő héten első helyezést ért el a Show Champion, az M Countdown és az Ingigajo zenei műsorokon, és ezzel a csoport legnyertesebb dalává vált. Augusztus 26-án tették meg első japán visszatérésüket a második középlemezük, az Oh My God japán nyelvű megjelenésével, ami tartalmazza az Oh My God, az Uh-Oh, a Senorita, és a Dumdi Dumdi japán verzióját, és egy eredeti japán nyelvű dalt Tung Tung (Empty) címmel, amelyet Minnie komponált. Augusztus 27-én a (G)I-dle újból felvette Akali és Ahri szerepét a K/DA-ban a The Baddest című dalban, Bea Miller és Wolftyla amerikai énekesekkel együttműködve. Azt is bejelentették, hogy szerepelni fognak a More című dalban, az eredeti K/DA felállással (Madison Beer és Jaira Burns), akik mellé Lexie Liu kínai énekesnő is csatlakozott. A More című dal október 28-án jelent meg. Mindkét dal a Billboard World Digital Song Sales toplista első helyén szerepelt, és szerepelt a K/DA első All Out című középlemezén.
Novemberben a (G)I-dle online rajongói találkozót tartott GBC In the Neverland néven a Global Interparkon keresztül. A „GBC” a (G)I-dle Broadcast Club rövidített címe.
Az év végén a (G)I-dle I-Land: Who Am I koncertje a 8. helyen áll az Interpark 2020. évi koncert-rangsorolásában, és az Iz*One Oneiric Theatre Online Concertje mögött a második legtöbb jegyet eladott online zenei koncert volt, amely összességében a negyedik helyen állt a rangsorban.

### 2021:I Burn, központosítás a tagok egyéni tevékenységeire és Soojin távozása
Január 11-én a csoport kiadta negyedik középlemezét, I Burn címmel, vezető kislemezével, a Hwaa-val. A Hanteo Chart adatai alapján az I Burn a napi albumlistán az első helyen debütált 75 510 eladott példánnyal. A középlemez a Gaon Retail Album Charton is az 1. helyen debütált 59 086 eladott példánnyal. A Hwaa című dal videoklipje 10 millió YouTube-megtekintést ért el 29 óra alatt, miután ki lett adva. Két nappal később jelentették, hogy az album 51 országban szerepel az iTunes Top Album listáin, köztük Hollandiában, Új-Zélandon, Kanadában, Oroszországban, Brazíliában, Olaszországban és Finnországban. A 2018-as debütálás óta először került sor arra, hogy az I Burn összes dala toplistás lett a Melon toplistáján. A Hwaa a hazai slágerlisták élére került, és kereskedelmi sikereket ért el a Billboard listákon, a K-pop Hot 100-on az 5. és a World Digital Songs-on 8. helyen végzett. A dal a NetEase Music Real-Time listáján és heti K-Pop listáján is megjelent két egymást követő héten keresztül megjelenése óta. Ezen kívül a Hwaa 10 zenei show-győzelmet ért el, ami a legmagasabb a 2018-as debütálás óta. (G)Az I-dle hármas koronát is kapott új vezető kislemezével, a Hwaa-val.
Január 27-én a (G)I-dle kiadta az új középlemez címadó dalának, a Hwaa-nak a hivatalos angol és kínai változatát. A Hwaa kínai változatának dalszerzői elismerését Yuqi, a csoport kínai tagja kapta. Február 5-én a (G)I-dle kiadta a Hwaa Dimitri Vegas & Like Mike által remixelt változatát. Ez volt a zenekar első együttműködése külföldi művészekkel.
Március 4-én bejelentették, hogy Soojin ideiglenesen szünetelteti a csoportbéli tevékenységeit, miután a korábbi osztálytársai előálltak zaklatási vádakkal.
Április 29-én a (G)I-dle az Universe platformmal együttműködve kiadta a Last Dance című dalt. Soojin ideiglenes szünete miatt azonban az Universe és a Cube Entertainment úgy döntött, hogy a dalszövegek eloszlását újraosztják a csoport fennmaradó öt aktív tagja között. A kislemez a Gaon Digital Chart 142., és a Billboard World Digital Songs World értékesítési listájának 16. helyén végzett.
Yuqi lett a második (G)I-dle-tag, aki szólóművészként debütált a május 13-án megjelent, A Page című kislemezével. Az album két dalból áll, Giant és Bonnie and Clyde címmel,  és az album koncepciója "Yuqi önéletrajzi történetének egy oldala és a végtelen lehetőségek" volt. Május 21-én bejelentették, hogy Soyeon a júniusi megjelenésre tervezett visszatérésére készül. Július 5-én jelent meg első középlemeze, Windy címmel.
2021. augusztus 14-én a Cube Entertainment bejelentette, hogy Soojin távozott a csoportból. A (G)I-dle ezután öttagú csoportként végzi promóciós tevékenységeit.

## Tagok
- Csho Mijon (hangul: 초미연, RR: Cho Mi-yeon?)[140] művésznevén Miyeon dél-koreai énekesnő, vokalista.
- Nicha Yontararak (ณิชา ยนตรรักษ์), művésznevén Minnie vagy Kim Minnie (Minni, 민니)[141] thai énekesnő, vokalista, producer.
- Cson Szojon (hangul: 전소연, RR: Jeon So-yeon?)[142] művésznevén Soyeon dél-koreai énekesnő, producer, főrapper. Ő az együttes vezére, vezetője.
- Szung Jü-csi (宋雨琦, Song Yuqi), művésznevén Yuqi (Jugi (Yugi), 유기)[143] kínai énekesnő, táncosnő, rapper, producer.
- Je Su-hua (葉舒華, Ye Shuhua), művésznevén Shuhua (Sjuhva (Syuhwa), 슈화), becenevén Susu vagy Susan[144] tajvani énekesnő.

### Korábbi tagok
- Szo Szodzsin (hangul: 서 소진, RR: Seo So-jin?)[1][145] művésznevén Soojin dél-koreai énekesnő, táncosnő, rapper.

## Diszkográfia

### Középlemezek
| Cím                                                            | Album részletei | Toplistás helyezések | Toplistás helyezések | Toplistás helyezések | Toplistás helyezések | Toplistás helyezések | Toplistás helyezések | Toplistás helyezések | Eladási adatok                          |        |
| Cím                                                            | Album részletei | KOR                  | JPN                  | JPN Hot              | POL                  | SPA                  | US Heat.             | US World             | Eladási adatok                          |        |
| Koreai                                                         | Koreai | Koreai               | Koreai               | Koreai               | Koreai               | Koreai               | Koreai               | Koreai               | Koreai                                  | Koreai |
| -------------------------------------------------------------- | --- | -------------------- | -------------------- | -------------------- | -------------------- | -------------------- | -------------------- | -------------------- | --------------------------------------- | ------ |
| I Am                                                           | - Kiadás dátuma: 2018. május 2. - Kiadó: Cube Entertainment - Formátumok: CD, zeneletöltés                             | 6                    | —                    | —                    | —                    | —                    | —                    | 5                    | - KOR: 51,831                           |        |
| I Made                                                         | - Kiadás dátuma: 2019. február 26. - Kiadó: Cube Entertainment - Formátumok: CD, zeneletöltés                          | 2                    | —                    | —                    | —                    | —                    | —                    | 5                    | - KOR: 51,041                           |        |
| I Trust                                                        | - Kiadás dátuma: 2020. április 6. - Kiadó: Cube Entertainment, Republic - Formátumok: CD, zeneletöltés                 | 1                    | 48                   | —                    | 30                   | 34                   | —                    | 4                    | - KOR: 154,499 - JPN: 1,380 - US: 1,000 |        |
| I Burn                                                         | - Kiadás dátuma: 2021. január 11 - Kiadó: Cube Entertainment, Republic - Formátumok: CD, zeneletöltés                  | 3                    | 35                   | —                    | —                    | —                    | 20                   | 10                   | - KOR: 211,929                          |        |
| Japán                                                          | |                      |                      |                      |                      |                      |                      |                      |                                         |        |
| Latata                                                         | - Kiadás dátuma: 2019. július 29. - Kiadó: Cube Entertainment, Universal Music Japan - Formátumok: CD, zeneletöltés    | —                    | 5                    | 15                   | —                    | —                    | —                    | —                    | - JPN: 8,229                            |        |
| Oh My God                                                      | - Kiadás dátuma: 2020. augusztus 26. - Kiadó: Cube Entertainment, Universal Music Japan - Formátumok: CD, zeneletöltés | —                    | 23                   | 25                   | —                    | —                    | —                    | —                    | - JPN: 4,229                            |        |
| "—": nem volt toplistán vagy nem volt kiadva abban a régióban. | |                      |                      |                      |                      |                      |                      |                      |                                         |        |

### Kislemezek
| Cím                                                            | Kiadás éve | Toplistás helyezések | Toplistás helyezések | Toplistás helyezések | Toplistás helyezések | Toplistás helyezések | Toplistás helyezések | Toplistás helyezések | Eladási adatok | Album                                      |
| Cím                                                            | Kiadás éve | KOR                  | KOR                  | HUN                  | NZ Hot               | SCO                  | SGP                  | US World             | Eladási adatok | Album                                      |
| Cím                                                            | Kiadás éve | Gaon                 | Hot                  | HUN                  | NZ Hot               | SCO                  | SGP                  | US World             | Eladási adatok | Album                                      |
| Koreai                                                         | Koreai     | Koreai               | Koreai               | Koreai               | Koreai               | Koreai               | Koreai               | Koreai               | Koreai         | Koreai                                     |
| -------------------------------------------------------------- | ---------- | -------------------- | -------------------- | -------------------- | -------------------- | -------------------- | -------------------- | -------------------- | -------------- | ------------------------------------------ |
| "Latata"                                                       | 2018       | 12                   | 12                   | —                    | —                    | —                    | —                    | 4                    | - US: 3,000    | I Am                                       |
| "Hann (Alone)" (한(一))                                        | 2018       | 8                    | 10                   | —                    | 39                   | —                    | 24                   | 2                    | - US: 1,000    | Nem album kislemez                         |
| "Senorita"                                                     | 2019       | 19                   | 10                   | —                    | —                    | —                    | 20                   | 7                    | - US: 1,000    | I Made                                     |
| "Uh-Oh"                                                        | 2019       | 31                   | 23                   | —                    | —                    | —                    | 23                   | 7                    | N/A            | Nem album kislemez                         |
| "Lion"                                                         | 2019       | 19                   | 5                    | —                    | —                    | —                    | 20                   | 5                    | N/A            | Queendom Final Comeback Singles és I Trust |
| "Oh My God"                                                    | 2020       | 15                   | 10                   | 24                   | —                    | 97                   | 21                   | 3                    | - US: 1,000    | I Trust                                    |
| "Dumdi Dumdi" (덤디덤디)                                       | 2020       | 8                    | 6                    | 15                   | —                    | —                    | 29                   | 13                   | N/A            | Dumdi Dumdi                                |
| "Hwaa" (화(火花))                                              | 2021       | 4                    | 5                    | —                    | —                    | —                    | 19                   | 6                    | N/A            | I Burn                                     |
| Angol                                                          |            |                      |                      |                      |                      |                      |                      |                      |                |                                            |
| "Latata"                                                       | 2020       | —                    | —                    | —                    | —                    | —                    | —                    | 22                   | N/A            | Nem album kislemez                         |
| "—": nem volt toplistán vagy nem volt kiadva abban a régióban. |            |                      |                      |                      |                      |                      |                      |                      |                |                                            |

### Promocionális kislemezek
| Cím                                                       | Kiadás éve | Toplistás helyezések | Toplistás helyezések | Toplistás helyezések | Eladási adatok | Album                                   |
| Cím                                                       | Kiadás éve | KOR                  | Hot                  | US World             | Eladási adatok | Album                                   |
| --------------------------------------------------------- | ---------- | -------------------- | -------------------- | -------------------- | -------------- | --------------------------------------- |
| "Put It Straight" (싫다고 말해) (Nightmare version)       | 2019       | 199                  | 100                  | —                    | N/A            | Queendom Box of Pandora Pt. 1 és I Made |
| "I'm the Trend"                                           | 2020       | 96                   | 58                   | —                    | - CHN: 103,508 | Dumdi Dumdi                             |
| "Last Dance" (Promocionális kislemez az Universe részére) | 2021       | 142                  | —                    | 16                   | N/A            | Nem album kislemez                      |

## Fordítás
Ez a szócikk részben vagy egészben  a(z)   (G)I-dle című angol Wikipédia-szócikk ezen változatának fordításán alapul.  Az eredeti cikk szerkesztőit annak laptörténete sorolja fel. Ez a jelzés csupán a megfogalmazás eredetét és a szerzői jogokat jelzi, nem szolgál a cikkben szereplő információk forrásmegjelöléseként.